# (5020) Asimov
Pour les articles homonymes, voir Asimov (homonymie).
(5020) Asimov est un astéroïde découvert le 2 mars 1981 par l'astronome américain Schelte J. Bus, et qui a été baptisé ainsi en l'honneur de l'auteur Isaac Asimov pour les nombreuses années qu'il a passées à Mensa.
Sa désignation provisoire, fondée sur la date de sa découverte, était 1981 EX19.
Il se trouve à une distance moyenne de 322 225 116 km (grosso modo à 18 minutes-lumière) du soleil. Toutefois, en raison de son orbite elliptique, cette distance peut varier de 253 598 529 à 390 854 694 de kilomètres. Sa position est presque toujours comprise entre l'orbite de Mars et celle de Jupiter, à l'intérieur d'un volume d'espace surtout connu sous le nom de ceinture d'astéroïdes.
Sa révolution autour du soleil dure 1 154,65 jours, un peu moins de 4 ans. Son orbite n'est pas alignée sur l'écliptique (c'est-à-dire le plan qui passe par l'équateur solaire et où se trouvent, avec une grande précision, toutes les planètes de notre système), mais elle fait avec lui un angle de 1,098 degrés, très incliné donc si on le compare aux 0,00005 degrés de la Terre. En moyenne, la magnitude apparente de (5020) Asimov est de 9,4, ce qui fait qu'il n'est visible qu'avec de bonnes jumelles.